# کیلا، بورکینافاسو
کیلا شهری در شهرستان کونگوسی در استان بام در بورکینافاسوی شمالی است و جمعیت آن ۱۸۲۶ نفر است.